# 朱允惇
朱允惇（？年—？），字曉霞、一字慶鏞，廣西博白縣人，清朝官员。

## 生平
道光十三年（1833年）癸巳科進士，歷任長壽縣知縣、遂寧縣、銅梁縣、永川縣知縣。嘉定府知府。歷任吏部稽勳司主事。